# Portland Trail Blazers 2001-2002
La stagione 2001-02 dei Portland Trail Blazers fu la 32ª nella NBA per la franchigia.
I Portland Trail Blazers arrivarono terzi nella Pacific Division della Western Conference con un record di 49-33. Nei play-off persero al primo turno con i Los Angeles Lakers (3-0).

## Roster
| N° | Naz.                   | Ruolo | Sportivo              | Anno | Alt. | Peso |
| -- | ---------------------- | ----- | --------------------- | ---- | ---- | ---- |
| 1  | Stati Uniti (bandiera) | G     | Derek Anderson        | 1974 | 196  | 88   |
| 3  | Stati Uniti (bandiera) | G     | Damon Stoudamire      | 1973 | 178  | 78   |
| 6  | Stati Uniti (bandiera) | GA    | Bonzi Wells           | 1976 | 196  | 95   |
| 9  | Stati Uniti (bandiera) | G     | Rick Brunson          | 1972 | 193  | 86   |
| 12 | Stati Uniti (bandiera) | G     | Erick Barkley         | 1978 | 185  | 80   |
| 14 | Stati Uniti (bandiera) | C     | Chris Dudley          | 1965 | 211  | 107  |
| 21 | Stati Uniti (bandiera) | A     | Ruben Patterson       | 1975 | 196  | 102  |
| 23 | Stati Uniti (bandiera) | GA    | Mitchell Butler       | 1970 | 196  | 95   |
| 25 | Stati Uniti (bandiera) | G     | Steve Kerr            | 1965 | 191  | 79   |
| 30 | Stati Uniti (bandiera) | AC    | Rasheed Wallace       | 1974 | 208  | 102  |
| 33 | Stati Uniti (bandiera) | GA    | Scottie Pippen        | 1965 | 203  | 95   |
| 34 | Stati Uniti (bandiera) | A     | Dale Davis            | 1969 | 211  | 104  |
| 40 | Stati Uniti (bandiera) | AC    | Shawn Kemp            | 1969 | 208  | 104  |
| 44 | Camerun (bandiera)     | C     | Ruben Boumtje-Boumtje | 1978 | 213  | 117  |
| 50 | Stati Uniti (bandiera) | A     | Zach Randolph         | 1981 | 206  | 115  |

## Staff tecnico
- Allenatore: Maurice Cheeks
- Vice-allenatori: Jim Lynam, Dan Panaggio, Herb Brown, Neal Meyer, Caldwell Jones